# Europa (hordozórakéta)

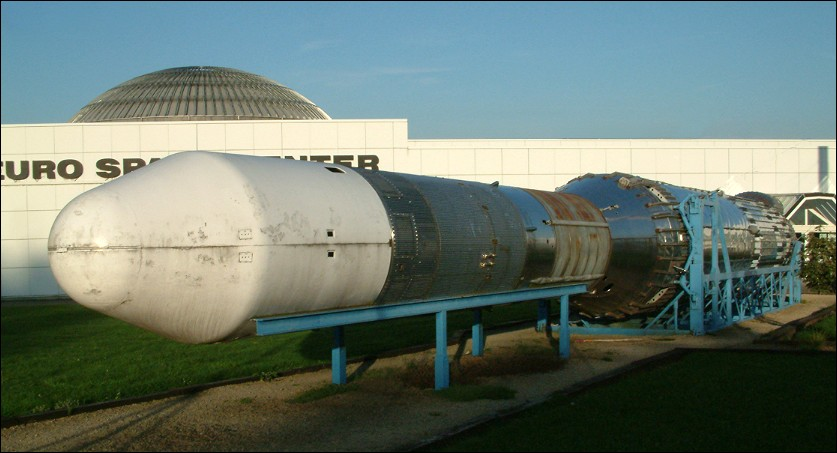
Az Europa II rakéta

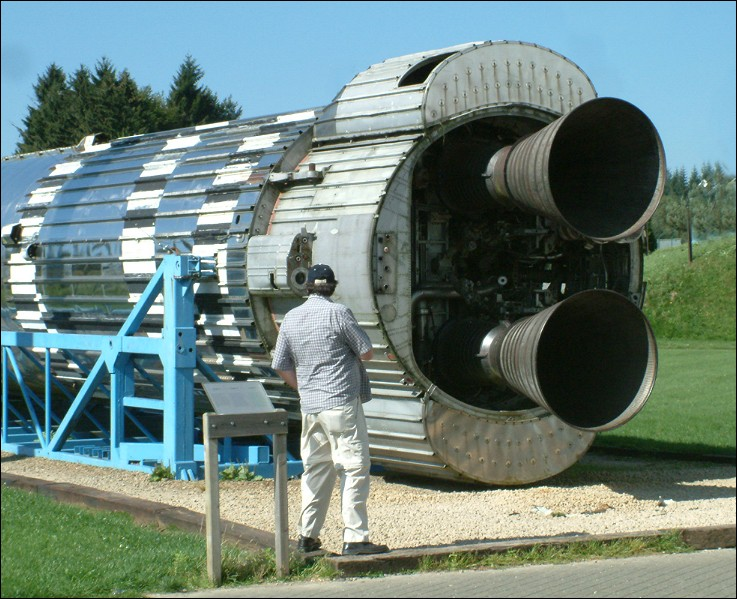
Rolls-RoyceRZ-12

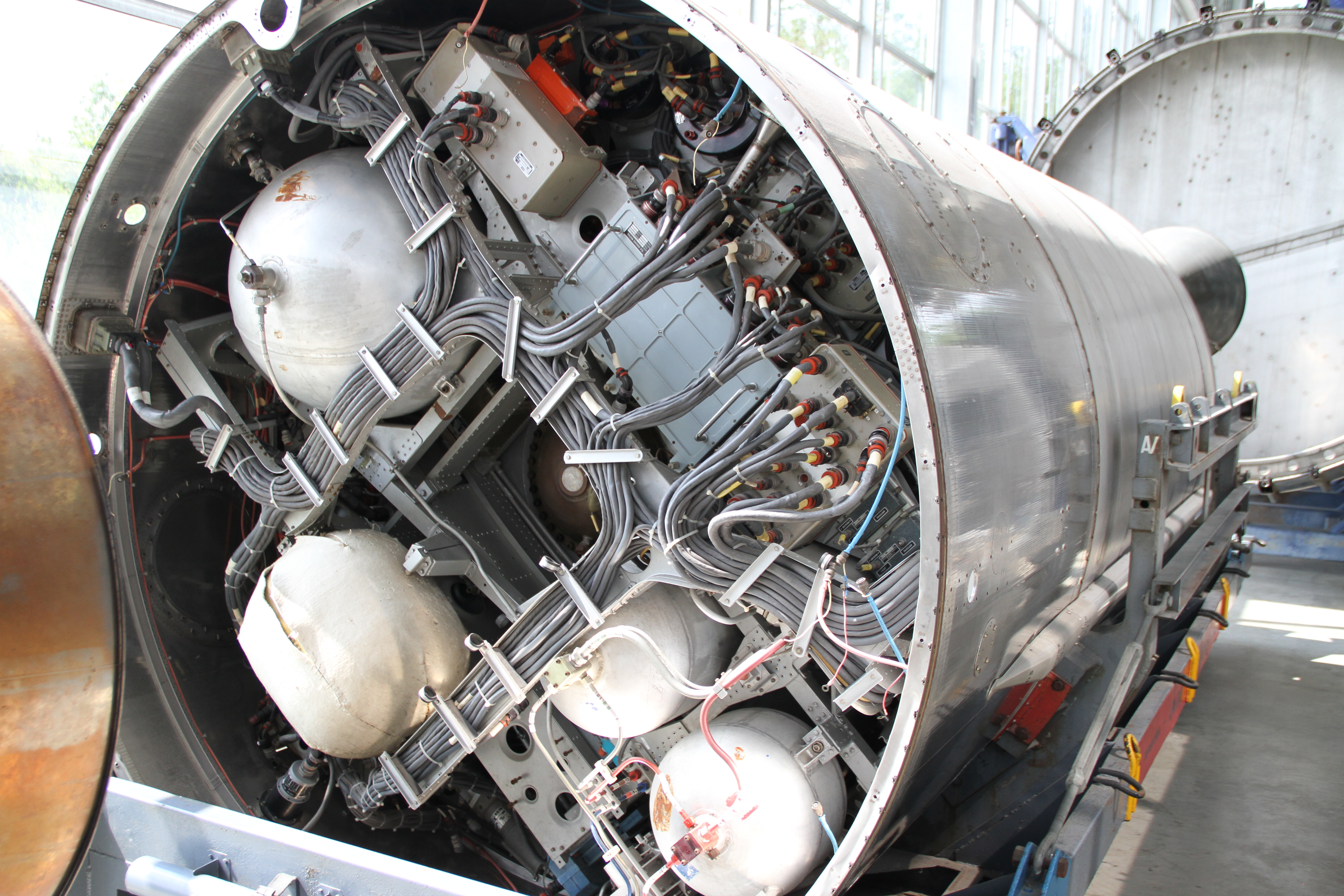
Coralie

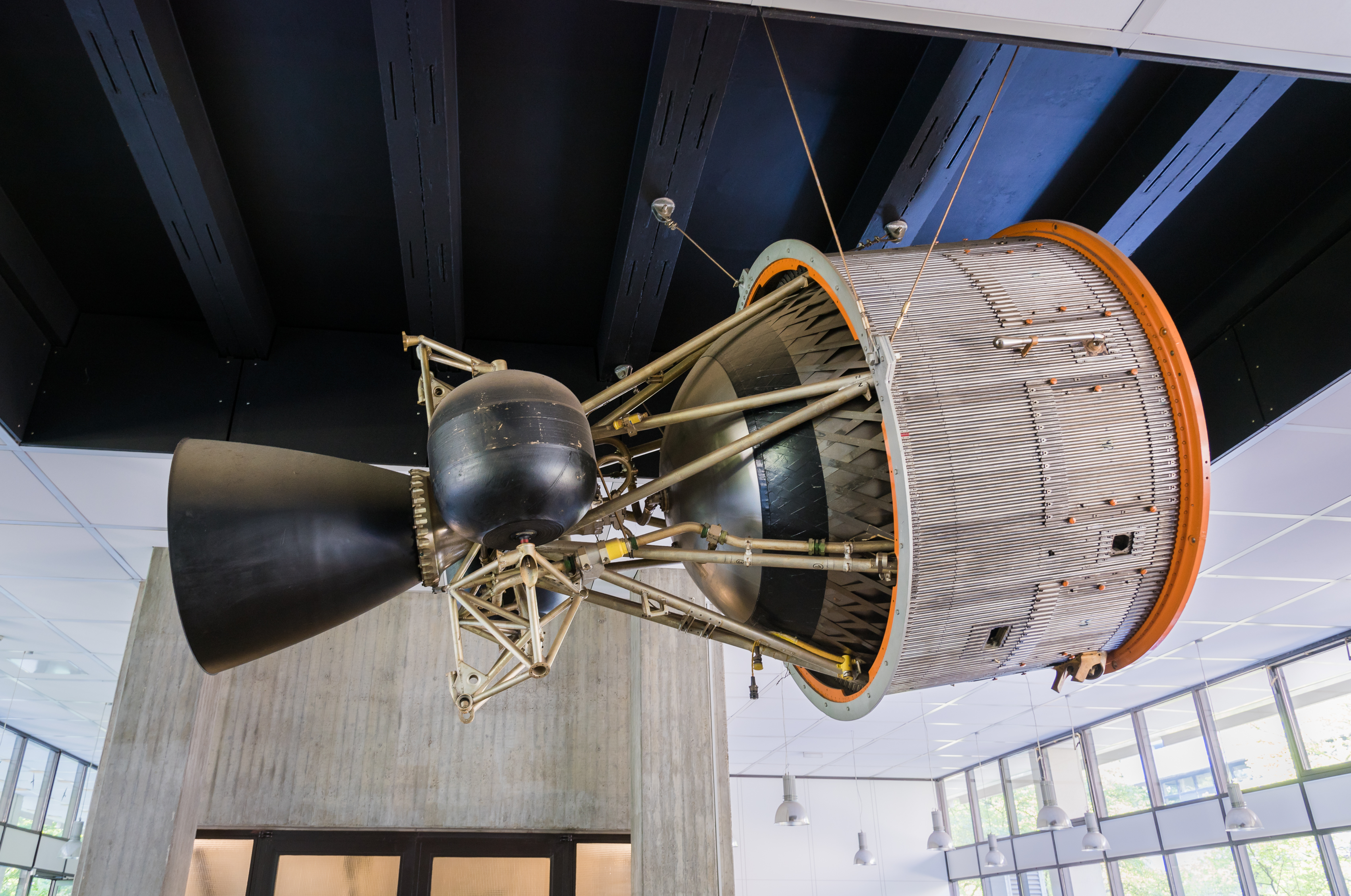
Astris

Az Europa az European Launcher Development Organisation (ELDO) által fejlesztett hordozórakéta volt. Ezt követte az ESA Ariane hordozórakéta-családja. A programot Nagy-Britannia kezdeményezte. Az első indítás 1967 augusztusban volt. Az Europa program kudarccal végződött.
A fejlesztési feladatokat különböző államok között osztották fel: Nagy-Britanniáé az első fokozat, Franciaországé a második és Németországé a harmadik.
Az Europa program három egymást követő projektre oszlott:
- Europa-1: négy sikertelen indítás
- Europa-2: egy sikertelen indítás
- Europa-3: indítás nélkül